# Aphoebantus bisulcus
Aphoebantus bisulcus är en tvåvingeart som beskrevs av Osten Sacken 1887. Aphoebantus bisulcus ingår i släktet Aphoebantus och familjen svävflugor. Inga underarter finns listade i Catalogue of Life.